# Premierzy Czarnogóry

## Legenda
- tymczasowo

| #                    | Imię i nazwisko                  | Portret | Kadencja          | Kadencja          | Partia polityczna | Partia polityczna       | Rząd        |
| #                    | Imię i nazwisko                  | Portret | Od                | Do                | Partia polityczna | Partia polityczna       | Rząd        |
| -------------------- | -------------------------------- | ------- | ----------------- | ----------------- | ----------------- | ----------------------- | ----------- |
| Księstwo Czarnogóry  |                                  |         |                   |                   |                   |                         |             |
| 1                    | Božo Petrović-Njegoš (1846–1929) |         | 20 marca 1879     | 19 grudnia 1905   |                   | Bezpartyjny             | •           |
| 2                    | Lazar Mijušković (1867–1936)     |         | 19 grudnia 1905   | 24 listopada 1906 |                   | Prawdziwa Partia Ludowa | 1           |
| 3                    | Marko Radulović (1866–1935)      |         | 24 listopada 1906 | 1 lutego 1907     |                   | Partia Ludowa           | •           |
| 4                    | Andrija Radović (1872–1947)      |         | 1 lutego 1907     | 17 kwietnia 1907  | 1                 | Partia Ludowa           |             |
| 5                    | Lazar Tomanović (1845–1932)      |         | 17 kwietnia 1907  | 28 sierpnia 1910  |                   | Bezpartyjny             | •           |
| Królestwo Czarnogóry |                                  |         |                   |                   |                   |                         |             |
| (5)                  | Lazar Tomanović (1845–1932)      |         | 28 sierpnia 1910  | 19 czerwca 1912   |                   | Bezpartyjny             | •           |
| 6                    | Mitar Martinović (1870–1954)     |         | 19 czerwca 1912   | 8 maja 1913       |                   | Prawdziwa Partia Ludowa | •           |
| 7                    | Janko Vukotić (1866–1927)        |         | 8 maja 1913       | 15 lipca 1915     |                   | Bezpartyjny             | •           |
| –                    | Risto Popović (1871–1924)        |         | 16 lipca 1914     | 15 lipca 1915     |                   | Prawdziwa Partia Ludowa | •           |
| –                    | Milo Matanović (1879–1955)       |         | 15 lipca 1915     | 2 stycznia 1916   |                   | Bezpartyjny             | 1           |
| (2)                  | Lazar Mijušković (1867–1936)     |         | 2 stycznia 1916   | 13 stycznia 1916  |                   | Prawdziwa Partia Ludowa | 2           |
| Rząd emigracyjny     |                                  |         |                   |                   |                   |                         |             |
| (2)                  | Lazar Mijušković (1867–1936)     |         | 13 stycznia 1916  | 11 maja 1916      |                   | Prawdziwa Partia Ludowa | 2           |
| (4)                  | Andrija Radović (1872–1947)      |         | 11 maja 1916      | 17 stycznia 1917  |                   | Partia Ludowa           | 2           |
| 8                    | Milo Matanović (1879–1955)       |         | 17 stycznia 1917  | 11 czerwca 1917   |                   | Bezpartyjny             | 2           |
| 9                    | Evgenije Popović (1842–1931)     |         | 11 czerwca 1917   | 17 lutego 1919    | •                 | Bezpartyjny             |             |
| –                    | Pero Šoć (1884–1966)             |         | grudzień 1918     | 17 lutego 1919    | •                 |                         | Bezpartyjny |
| 10                   | Jovan Plamenac (1873–1944)       |         | 17 lutego 1919    | 28 czerwca 1921   |                   | Prawdziwa Partia Ludowa | •           |
| 11                   | Milutin Vučinić (1869–1922)      |         | 28 czerwca 1921   | 14 września 1922  |                   | Bezpartyjny             | •           |
| 12                   | Anto Gvozdenović (1853–1935)     |         | 23 września 1922  | 1925              | •                 | Bezpartyjny             |             |

## Republika Czarnogóry (1991–2006)[5]
| #   | Imię i nazwisko            | Portret         | Kadencja        | Kadencja       | Partia polityczna | Partia polityczna | Rząd |
| #   | Imię i nazwisko            | Portret         | Od              | Do             | Partia polityczna | Partia polityczna | Rząd |
| --- | -------------------------- | --------------- | --------------- | -------------- | ----------------- | ----------------- | ---- |
| 1   | Milo Đukanović (ur. 1962)  |                 | 2 sierpnia 1991 | 5 marca 1993   |                   | DPS               | 1    |
| 1   | Milo Đukanović (ur. 1962)  | 5 marca 1993    | 24 grudnia 1996 | 2              |                   | DPS               |      |
| 1   | Milo Đukanović (ur. 1962)  | 24 grudnia 1996 | 5 lutego 1998   | 3              |                   | DPS               |      |
| 2   | Filip Vujanović (ur. 1954) |                 | 5 lutego 1998   | 16 lipca 1998  | 1                 | DPS               |      |
| 2   | Filip Vujanović (ur. 1954) | 16 lipca 1998   | 2 lipca 2001    | 2              |                   | DPS               |      |
| 2   | Filip Vujanović (ur. 1954) | 2 lipca 2001    | 8 stycznia 2003 | 3              |                   | DPS               |      |
| (1) | Milo Đukanović (ur. 1962)  |                 | 8 stycznia 2003 | 3 czerwca 2006 | 4                 | DPS               |      |

## Czarnogóra (2006–)
| #   | Imię i nazwisko               | Portret         | Kadencja             | Kadencja             | Partia polityczna | Partia polityczna        | Rząd |
| #   | Imię i nazwisko               | Portret         | Od                   | Do                   | Partia polityczna | Partia polityczna        | Rząd |
| --- | ----------------------------- | --------------- | -------------------- | -------------------- | ----------------- | ------------------------ | ---- |
| (1) | Milo Đukanović (ur. 1962)     |                 | 3 czerwca 2006       | 10 listopada 2006    |                   | DPS                      | 4    |
| 3   | Željko Šturanović (ur. 1960)  |                 | 10 listopada 2006    | 29 lutego 2008       | •                 | DPS                      |      |
| (1) | Milo Đukanović (ur. 1962)     |                 | 29 lutego 2008       | 11 czerwca 2009      | 5                 | DPS                      |      |
| (1) | Milo Đukanović (ur. 1962)     | 11 czerwca 2009 | 29 grudnia 2010      | 6                    |                   | DPS                      |      |
| 4   | Igor Lukšić (ur. 1976)        |                 | 29 grudnia 2010      | 4 grudnia 2012       | •                 | DPS                      |      |
| (1) | Milo Đukanović (ur. 1962)     |                 | 4 grudnia 2012       | 28 listopada 2016    | 7                 | DPS                      |      |
| 5   | Duško Marković (ur. 1958)     |                 | 28 listopada 2016    | 4 grudnia 2020       |                   | DPS                      | •    |
| 6   | Zdravko Krivokapić (ur. 1958) |                 | 4 grudnia 2020       | 28 kwietnia 2022     |                   | niezależny               | •    |
| 7   | Dritan Abazović (ur. 1985)    |                 | 28 kwietnia 2022     | 31 października 2023 |                   | Zjednoczona Akcja Reform | •    |
| 8   | Milojko Spajić (ur. 1987)     |                 | 31 października 2023 | nadal                |                   | Europa Teraz!            |      |